# Валтер Шмидеберг
Валтер Шмидеберг (на английски: Walter Schmideberg) е австрийски психоаналитик.

## Биография
Роден е през 1890 година в Австро-Унгария. Влиза в армията и се среща с Макс Айтингон, който е психиатър там. Той го запознава със Зигмунд Фройд и го свързва с Шандор Ференци в Будапеща. Впоследствие Шмидеберг прави контролна анализа с Фройд. Между 1919 и 1922 г. е член на Виенското психоаналитично общество. Премества се в Берлин през 1921 г. и става член на Берлинското психоаналитично общество и помага на Айтингон да организира първата психоаналитична клиника. Там се запознава с бъдещата си съпруга Мелита Клайн, която е дъщеря на Мелани Клайн и се оженват през 1924 г. Двамата заедно емигрират в Лондон през 1932 и стават асоциирани членове на Британското психоаналитично общество. Три години по-късно Валтер става пълноправен член на обществото. Шмидеберг не взима почти никакво участие в Спорните дискусии, разиграли се в обществото между 1942 и 1944 и участва много малко в неговите дейности след оставката на Едуард Глоувър.
Умира на 22 септември 1954 година в Лондон на 64-годишна възраст.